# グラマリナ
グラマリナ（GlamourinaまたはGlam、本名：Natalia Grytsuk、1988年5月15日 - ）は、ポーランドのスタイリスト、ファッションブロガーである。
彼女のブログでは、モデルを雇うのではなく、彼女自身が着ることで説明している。彼女のいくつかの服装は、課題またはスポンサーの付いたイベントのために作られている。ファッション以外に、Glamourinaはポーランド語話者のためのウクライナ語講座の主な著者でもある
。

## ブログの歴史
Glamourinaは2011年の初めにブログを書き始めた。彼女のブログはすぐに人気が出て、
スポンサーの注目を集めた。当初は主にブログの読者にアピールしたいポーランドのオンラインの服飾店と仕事をしていたが、数カ月後にポーランドのブランドまたは国際ブランドによる多くのイベントに招待され始めた
。

## ファッション
2011年7月に、オーストラリアのジュエリー会社のDivaがポーランドのブロガー何人かを招いてプロによるストリートファッションの写真セッションを開催し、Divaのジュエリーを使ったファッションを作った

。
2011年9月には、Gattaが何人かのファッションブロガーをイベントに招き、Joanna HorodyńskaのデザインによるGattaのレーベルであるJoannahorodyńskagattaを身に付けたファッションを作らせた
。
2011年10月には、BlackBerryとPlayがスポンサーとなり、有名なスタイリストであるJola Czajaの出席するワルシャワ・ファッション・ウィークエンドに参加した

。この時、ブロガーは自身で服を着るのではなく、キャットウォークでモデルに着させた。
これらのイベントへの参加に関わらず、Atlanticなど他のブランドともファッションを作ったり、ブログで紹介するなどといった仕事をしている

。